# Enrico Gallina (attore)
Enrico Gallina (Venezia, 1854 – Trieste, 1929) è stato un attore italiano.

## Biografia
Fratello del commediografo Giacinto Gallina, Enrico preferì agli inizi della sua carriera il teatro in lingua, dopo di che scelse il teatro veneto, dove fu pure capocomico e contribuì a rivelare la poetica modernità d'un grande interprete, Ferruccio Benini.
Non ancora cinquantenne, abbandonò il palcoscenico.
Tra i personaggi da lui animati si ricorda particolarmente il gondoliere Pietro Grossi, di un celebre lavoro di Giacinto: Serenissima.
Fu marito dialettale di una attrice gentile e vivida, Elena Fabbri (1854-1896); la coppia ebbe due figli: Giacinta e Mario, la prima attrice di commedie, l'altro attore in italiano.